# Evropský akt o svobodě sdělovacích prostředků
Evropský akt o svobodě sdělovacích prostředků (anglicky European Media Freedom Act) je nařízení Evropského parlamentu a Rady Evropské unie, kterým se stanoví společný rámec pro mediální služby na vnitřním trhu a mění směrnice 2010/13/EU (směrnice o audiovizuálních mediálních službách).

## Obecný rámec
Svoboda sdělovacích prostředků v Evropské unii je základním právem, které se vztahuje na všechny členské státy Evropské unie a jejich občany, jak je definováno v Listině základních práv Evropské unie (někdy též Charta základních práv) a Úmluvě o ochraně lidských práv a základních svobod, zkráceně Evropská úmluva o lidských právech.:s.1
V rámci procesu rozšiřování Evropské unie je zaručení svobody médií označováno za „klíčový ukazatel připravenosti země stát se součástí EU“. V úvodu důvodové zprávy k nařízení se dále uvádí, že informace mají důležitou úlohu jako veřejný statek, a proto s mediálními společnostmi nelze zacházet jako s jinými podniky a jejich nezávislost musí být chráněna na úrovni EU.
V důvodové zprávě se dále uvádí: „Mediální služby jsou přitom nejen důležitým a dynamickým hospodářským odvětvím, ale mají také zásadní význam pro zdravou občanskou sféru a pro hospodářské svobody a základní práva, včetně rovnosti. Nezávislé sdělovací prostředky, zejména zpravodajské, poskytují přístup k pluralitě názorů a jsou spolehlivým zdrojem informací pro občany i podniky. Přispívají k utváření veřejného mínění a pomáhají lidem a společnostem formulovat své názory a činit informovaná rozhodnutí. Plní klíčovou úlohu při zachování integrity evropského informačního prostoru a jsou nezbytné pro fungování našich demokratických společností a ekonomik.“

## Průběh přijímání nařízení
Evropská komise návrh nařízení, které je známé jako European Media Freedom Act (EMFA), přijala dne 16. září 2022. Evropský parlament text nařízení schválil 13. března 2024 velkou většinou (464 hlasů pro, 92 proti a 65 poslanců EP se zdrželo hlasování) a Rada Evropské unie ho přijala 26. března 2024.
Julie Majerczaková, šéfka bruselské kanceláře Reportérů bez hranic (Reporters Without Borders, Reporters sans frontières, RSF) zhodnotila přijetí Evropským parlamentem takto: „Přijetí tohoto zákona představuje významný krok vpřed v oblasti práva na informace v Evropské unii. Návrhy RSF byly vyslyšeny a zohledněny – od redakční nezávislosti po regulaci koncentrace médií, od státní reklamy po lepší ochranu online obsahu vytvářeného zpravodajskými médii. Patří mezi ně i uznání certifikace JTI jako měřítka pro identifikaci online zpravodajských médií. RSF tento pokrok vítá a vyzývá členské státy, aby tato ustanovení ambiciózně implementovaly.“